# STS-31

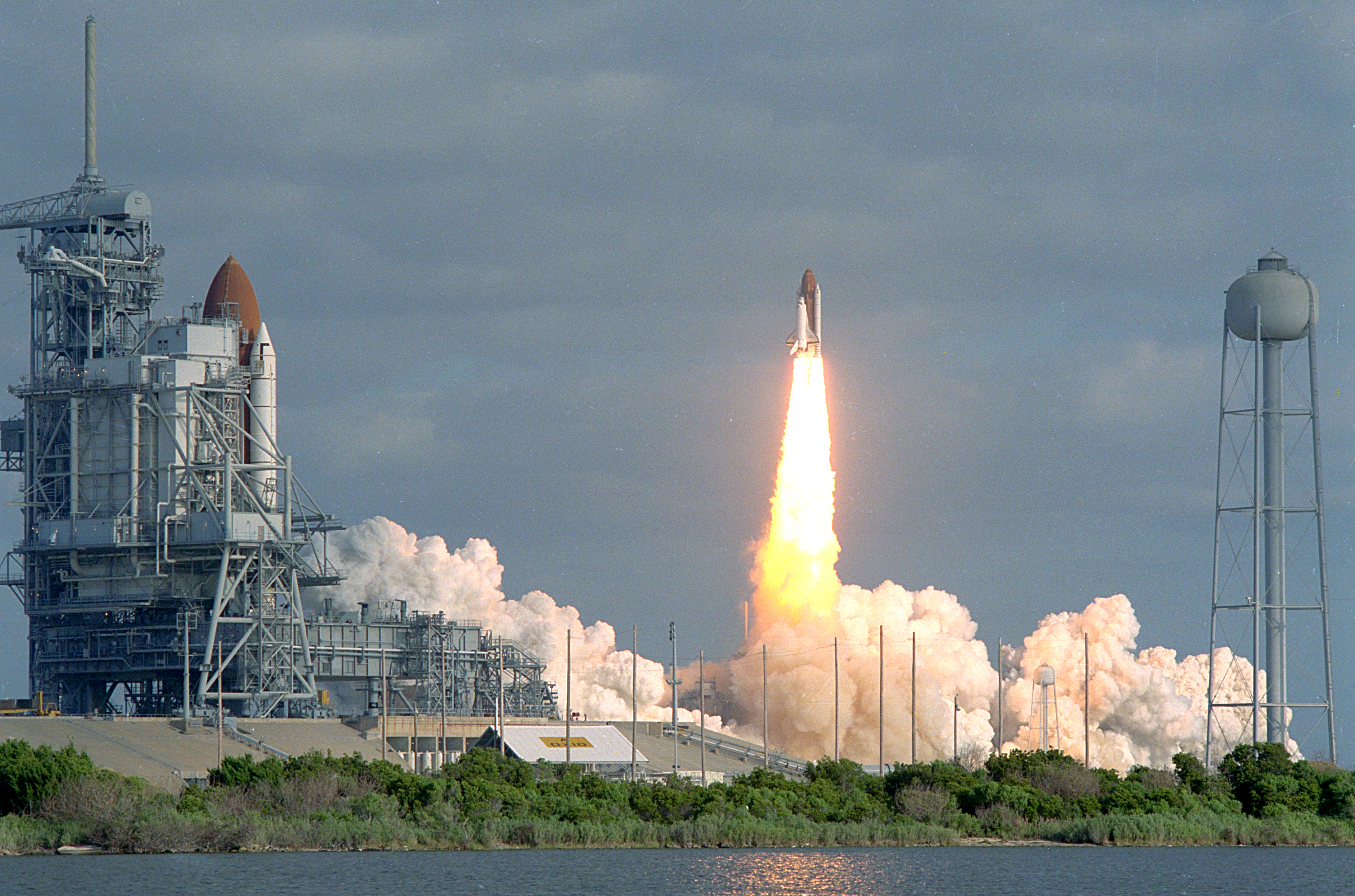
مكوك الفضاء ديسكفري اثناء الانطلاق حاملًا بداخله مرصد هابل الفضائي. 24 أبريل، 1990.

STS-31 كانت المهمة الخامسة والثلاثين من برنامج مكوك الفضاء الأمريكي، الذي أطلق مرصد هابل الفضائي في مدار حول الأرض. واستخدم مكوك الفضاء ديسكفري لهذا الغرض وهي الرحلة العاشرة لمكوك الفضاء ديسكفري. انطلق مكوك الفضاء ديسكفري من منصة الإطلاق 39B في مركز كنيدي للفضاء بولاية فلوريدا. في 24 أبريل 1990 طاقم ديسكفري نشر التلسكوب في 25 أبريل 1990 وكانت مدة المهمة 5 أيام، 1 ساعة، 16 دقيقة، 6 ثواني. تكون الطاقم من رواد الفضاء لورين J. شرايفر قائد الرحلة الطيار تشارلز بولدن
الاخصائيين في البعثة ستيفن A. هولي، بروس مكاندليس وكاثرين سوليفان. تأجل الإطلاق إلى 24 أبريل 1990 وكان من المقرر أن يتم الإطلاق في 18 أبريل من نفس العام.